# Larb
Il Larb o Laab è un tipo di insalata di carne o pesce che è il piatto nazionale del Laos insieme alla insalata di papaya verde e il riso glutinoso. Laab nella lingua laotiana si riferisce ad un'insalata di carne o pesce che è stata finemente tagliata, tritata e pestata. È anche considerato un cibo di buona fortuna sia in Laos che in Thailandia perché ha omonimi che significano "fortunato" in entrambe le lingue, derivati da लाभ in sanscrito. È originario del Laos, ma viene consumato anche in altre regioni, in particolare nel vicino ex territorio di Lan Xang, e nelle aree nord-orientali e settentrionali della Thailandia, Isan e Lanna dove i laotiani hanno esteso la loro influenza. Altre varianti locali di laab sono presenti anche nelle cucine dei popoli Thai dello Stato di Shan, della Birmania e dello Yunnan, in Cina.